# Быкова, Стелла Артемьевна
Сте́лла Арте́мьевна Бы́кова (род. 29 января 1944) — кандидат филологических наук, доцент кафедры японской филологии ИСАА при МГУ. Профессор, заведующая кафедрой японского языка Восточного университета. Имеет более 60 научных трудов, в том числе изданных в Японии. Награждена Орденом Восходящего солнца третьей степени.

## Биография
В 1967 году окончила Институт восточных языков при МГУ.

## Научная деятельность
Преподаёт японский язык с 1967 года. Основные области научных исследований — фразеология, лексикология, диалектология японского языка, методика преподавания иностранных языков. Участвовала в международных научных конференциях. Имеет более 60 научных трудов, в том числе изданных в Японии.

## Признание
3 ноября 2014 года награждена Орденом Восходящего солнца третьей степени.

## Научные статьи
- Быкова С. А. «Изучение диалектов тохоку и „лексикон“ русско-японский Андрея Татаринова.», стр. 17 в Сб. «Восточные языки и культуры. Материалы II Международной научной конференции. 20-21 ноября 2008 года». Российский государственный гуманитарный университет, 2008.
- Stella Bykova ロシアにおける日本語教育 (Japanese Language Education in Russia), Bulletin of the Foreign Student Education Center Tokai University 19, 73, 1999, Tokai University
- Stella Bykova. モスクワ大学における日本語教育 (Japanese Language Education at Moscow State University) «Globalizing Japanese Studies. Current Issues in Education and Research» March 2010
- Stella Bykova. «The Loochoo islands language and its contemporary state». Oriental Languages and Cultures. III International Scientific Conference, November 2010. (недоступная ссылка)

## Учебные пособия
- Быкова С. А. Устойчивые словосочетания в современном японском языке. — М.: Изд-во МГУ, 1985.[4].
- Быкова С. А. Японский язык: Устный перевод. — Муравей-Гайд, 1999. — 144 с.[5][6].
- Быкова С. А., Мидори Я. Японский язык: Пособие по переводу документации. — Муравей-Гайд, 2001. — 138 с.[5][7]
- Быкова С. А. Японско-русский фразеологический словарь: 2-е изд., справ. — М.: АСТ Восток–Запад, 2007.[8]
- Лобачев Л. А., Быкова С. А. Учебное пособие по японской диалектологии. — М.: Изд-во МГУ, 1990.[9].

## Руководство аспирантами
- Благовещенская Ольга Вячеславовна. «Язык молодёжи в Японии» (недоступная ссылка), кандидатская диссертация, защищена в 2007 году.